# Johan Renier
Johan Renier, né le 14 janvier 1962, est un footballeur belge, qui évoluait au poste de défenseur.

## Biographie
Formé au FC Bruges, il débute en équipe première en 1981. Il participe avec le club à la finale de la Coupe de Belgique 1983, perdue face à Beveren. 
En 1985, il quitte le club et poursuit sa carrière dans les divisions inférieures. Il joue respectivement pour le SV Audenarde, Torhout KM et le VK Adegem. Il prend ensuite sa retraite sportive en 1994.

## Palmarès
- Finaliste de la Coupe de Belgique en 1983 avec le FC Bruges.